# (4239) Goodman
(4239) Goodman ist ein Hauptgürtelasteroid, der am 17. Juli 1987 von Ted Bowell vom Lowell-Observatorium aus entdeckt wurde.
Der Asteroid wurde nach dem britischen Astronomen Neville J. Goodman benannt.